# Технічний кандидат
Технічний кандидат — кандидат на виборну посаду в органах законодавчої чи виконавчої влади, метою якого під час виборчої кампанії є не перемога на виборах, а допомога перемогти іншому кандидату. На відміну від кандидата-спойлера, який веде себе активно, намагаючись відтягнути якнайбільше голосів виборців від опонента на себе, типовий технічний кандидат взагалі не веде виборчої кампанії і може втрачати прихильників у ході передвиборних перегонів.

## Завдання технічного кандидата
Технічний кандидат може застосовуватися політтехнологами для виконання одного або кількох завдань:
- критикувати іншого кандидата, домагатися зняття з виборів того кандидата, який виступає сильним конкурентом «потрібному» учаснику виборів;
- «відтягнути» голоси від іншого кандидата, зокрема використанням схожих або однакових імен із реальним кандидатом[1]. Наприклад, в одному з мажоритарних округів в Індії у 2014 році було семеро Чанду Лал Саху та четверо Чанду Рам Саху, внаслідок чого «справжній» Чанду переміг із різницею менше 0,1 %, а «фальшиві» Чанду посіли місця з третього по п'яте і відібрали в сумі понад 4 %[2][3]. Під час виборів у Глазго 1982 року кандидат-аутсайдер змінив своє ім'я на Рой Гарольд Дженкінс, щоб заплутати виборців, які шукали в бюлетені Роя Гарріса Дженкінса;
- обійти обмеження щодо фінансування виборчих кампаній[4];
- витіснити конкурентів на «відкритих» попередніх виборах і з подальшим згортанням активної виборчої кампанії забезпечити гарантовану перемогу «потрібному» учаснику виборів;
- забезпечити «конкуренцію» на виборах із очевидним переможцем, щоб опозиція не зірвала вибори шляхом тотального зняття кандидатур. Інше обґрунтування — коли є завдання забезпечити найвищий результат очевидного переможця. Політичні діячі, які не прагнуть перемоги і не бажають відтягнути у переможця голоси, направляють технічного кандидата для позначення присутності їхньої політичної сили;
- провести у виборчі комісії своїх представників, які насправді працюватимуть на іншого кандидата, що використовувалося, зокрема, в Україні та США;
- об'єднати під своїм прапором найрізноманітнішу публіку, а коли кандидат програє перший тур — підвести її до позиції «потрібного» кандидата. У такій схемі агітаційні витрати на технічного кандидата набагато більше, ніж на основного. В українських виборах-2010 таким кандидатом вважають Сергія Тігіпка, який нібито працював на Януковича і посів третє місце з 13 % (за іншими даними, він був спойлером від Тимошенко)[5][6][7].

## Шкода від технічних кандидатів
Технічні кандидати використовують в особистих цілях статус та гарантії, що надаються їм суспільством і державою, і тим самим завдають шкоди життєво важливим для демократії виборчим правовідносинам. В існуванні технічних кандидатів є і корупційний аспект: наприклад, у російській виборчій системі держава виділяє їм фінансування на агітацію нарівні з іншими кандидатами.

## Приклади в історії України
Під час парламентських виборів 2019 року у 106-му мажоритарному округу (Сєвєродонецьк) попередньо фаворитами були Валерій Чернишов і Юрій Фурман. Однак на вибори було зареєстровано технічного кандидата — Андрія Фурмана, який набрав 3,5%. Юрій Фурман програв переможцю 2,1%. Однак переможцем в окрузі став не Чернишов, котрий посів лише третє місце з 18,2%, а висуванець від "Слуги народу" Олексій Кузнєцов. Таким чином, на думку Дениса Казанського, технічний кандидат зіграв не на користь тим, у чиїх інтересах його було зареєстровано.